# Список оперетт и опер Миллёкера
Список театральных произведений австрийского композитора Карла Миллёкера. Если жанр не указан явно, подразумевается оперетта.
| Название                                | В оригинале                                      | Число актов     | Автор(ы) либретто                                                | Дата премьеры    | Место премьеры            |
| --------------------------------------- | ------------------------------------------------ | --------------- | ---------------------------------------------------------------- | ---------------- | ------------------------- |
| Мёртвый гость                           | Der tote Gast                                    | 1 акт           | Людвиг Хариш                                                     | 11 февраля 1865  | Грац, Thalia-Theater      |
| Две вязальщицы                          | Die beiden Binder                                | 1 акт           | Г. Штольце                                                       | 21 декабря 1865  | Грац, Thalia-Theater      |
| Диана                                   | (Die keusche) Diana                              | 1 акт           | Йозеф Браун                                                      | 2 января 1867    | Вена, Harmonie-Theater    |
| Волынка                                 | Der Sackpfeifer                                  | 1 акт           | Людвиг Анценгрубер                                               | 19 сентября 2015 | Strasshof, KUMST          |
| Вор                                     | Der Dieb                                         | 1 акт           | Алоиз Берла                                                      | 1868/1869        | Будапешт                  |
| Остров женщин                           | Die Fraueninsel                                  | 3 акта          | Теодор и Ипполит Коньяр                                          | 1868/1869        | Будапешт, Немецкий театр  |
| Полковой барабан                        | Der Regimentstambour                             | 2 акта          | Генрих Бёрнштайн                                                 | 23 октября 1869  | Вена, Театр в Йозефштадте |
| Три пары туфель                         | Drei Paar Schuhe                                 | 3 акта          | Алоиз Берла                                                      | 5 января 1871    | Вена, Ан дер Вин          |
| Приключение в Вене, зингшпиль           | Abenteuer in Wien                                | 3 акта          | Алоиз Берла                                                      | 20 января 1873   | Вена, Ан дер Вин          |
| Заколдованный замок                     | Das verwunschene Schloss                         | 5 актов         | Алоиз Берла                                                      | 30 марта 1878    | Вена, Ан дер Вин          |
| Графиня Дюбарри                         | Gräfin Dubarry, с 1931 г. называется Die Dubarry | 3 акта          | Рихард Жене и Камилло Вальцель                                   | 31 октября 1879  | Вена, Ан дер Вин          |
| Апаюн, водяной                          | Apajune, der Wassermann                          | 3 акта          | Рихард Жене и Камилло Вальцель                                   | 18 декабря 1880  | Вена, Ан дер Вин          |
| Девушка из Бельвиля                     | Die Jungfrau von Belleville                      | 3 акта          | Рихард Жене и Камилло Вальцель, по «Деве Бельвилля» Поля де Кока | 29 октября 1881  | Вена, Ан дер Вин          |
| Нищий студент                           | Der Bettelstudent                                | 3 акта          | Рихард Жене и Камилло Вальцель                                   | 6 декабря 1882   | Вена, Ан дер Вин          |
| Гаспароне                               | Gasparone                                        | 3 акта          | Рихард Жене и Камилло Вальцель                                   | 26 января 1884   | Вена, Ан дер Вин          |
| Капеллан                                | Der Feldprediger                                 | 3 акта          | Гуго Виттман и Алоиз Вольмут                                     | 31 октября 1884  | Вена, Ан дер Вин          |
| Вице-адмирал                            | Der Vice-Admiral                                 | Пролог и 3 акта | Рихард Жене и Камилло Вальцель                                   | 9 октября 1886   | Вена, Ан дер Вин          |
| Семь швабов, народная опера (Volksoper) | Die sieben Schwaben                              | 3 акта          | Гуго Виттман и Юлиус Бауэр                                       | 29 октября 1887  | Вена, Ан дер Вин          |
| Бедный Ионафан                          | Der arme Jonathan                                | 3 акта          | Рихард Жене и Камилло Вальцель                                   | 4 января 1890    | Вена, Ан дер Вин          |
| Счастливчик                             | Das Sonntagskind                                 | 3 акта          | Рихард Жене и Камилло Вальцель                                   | 16 января 1892   | Вена, Ан дер Вин          |
| Испытательный поцелуй                   | Der Probekuß                                     | 3 акта          | Рихард Жене и Камилло Вальцель                                   | 22 декабря 1894  | Вена, Ан дер Вин          |
| Северное сияние                         | Das Nordlicht                                    | 3 акта          | Гуго Виттман                                                     | 2 декабря 1896   | Вена, Ан дер Вин          |